# Apatophysis kadyrbekovi
Apatophysis kadyrbekovi är en skalbaggsart som beskrevs av Kadlec 2006. Apatophysis kadyrbekovi ingår i släktet Apatophysis och familjen långhorningar.
Artens utbredningsområde är Kazakstan. Inga underarter finns listade i Catalogue of Life.